# Aigos Potamoi

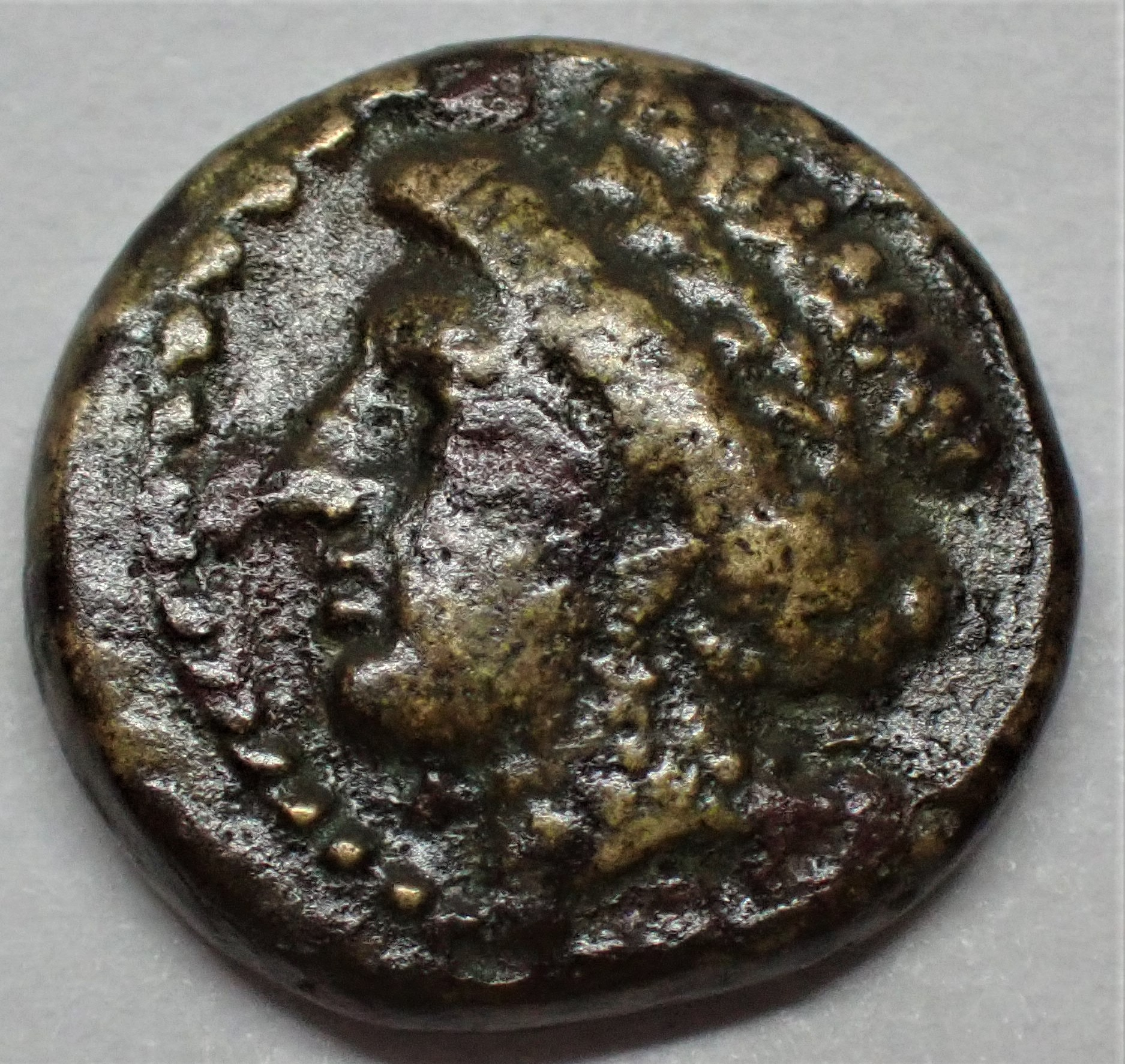
Bronzemünze aus Aigos Potamoi, Demeterkopf, um 400–300 v. Chr.

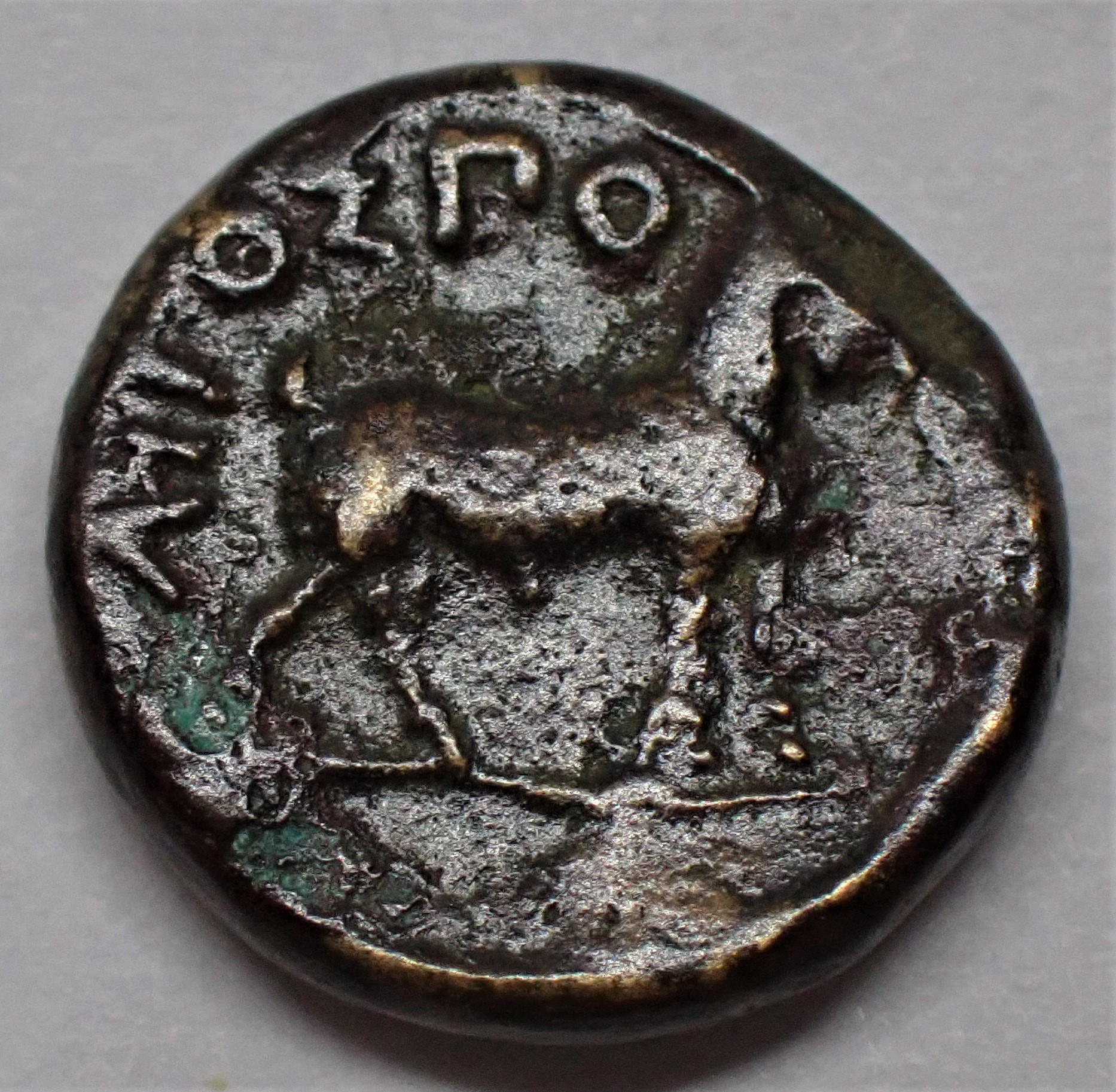
Bronzemünze aus Aigos Potamoi, Demeterkopf, um 400–300 v. Chr.

Aigos Potamoi, auch Aigos Potamos (griech. für »Ziegenfluss«) war in der Antike ein Fluss und eine Stadt auf der Thrakischen Chersonesos, der Halbinsel Gelibolu, am Hellespont.
Der Ort ist bekannt durch die Schlacht bei Aigospotamoi. Dieser Seesieg der Spartaner unter Lysander über die Athener (405 v. Chr.) beendete den Peloponnesischen Krieg.